# Jordskredet i Gjerdrum 2020

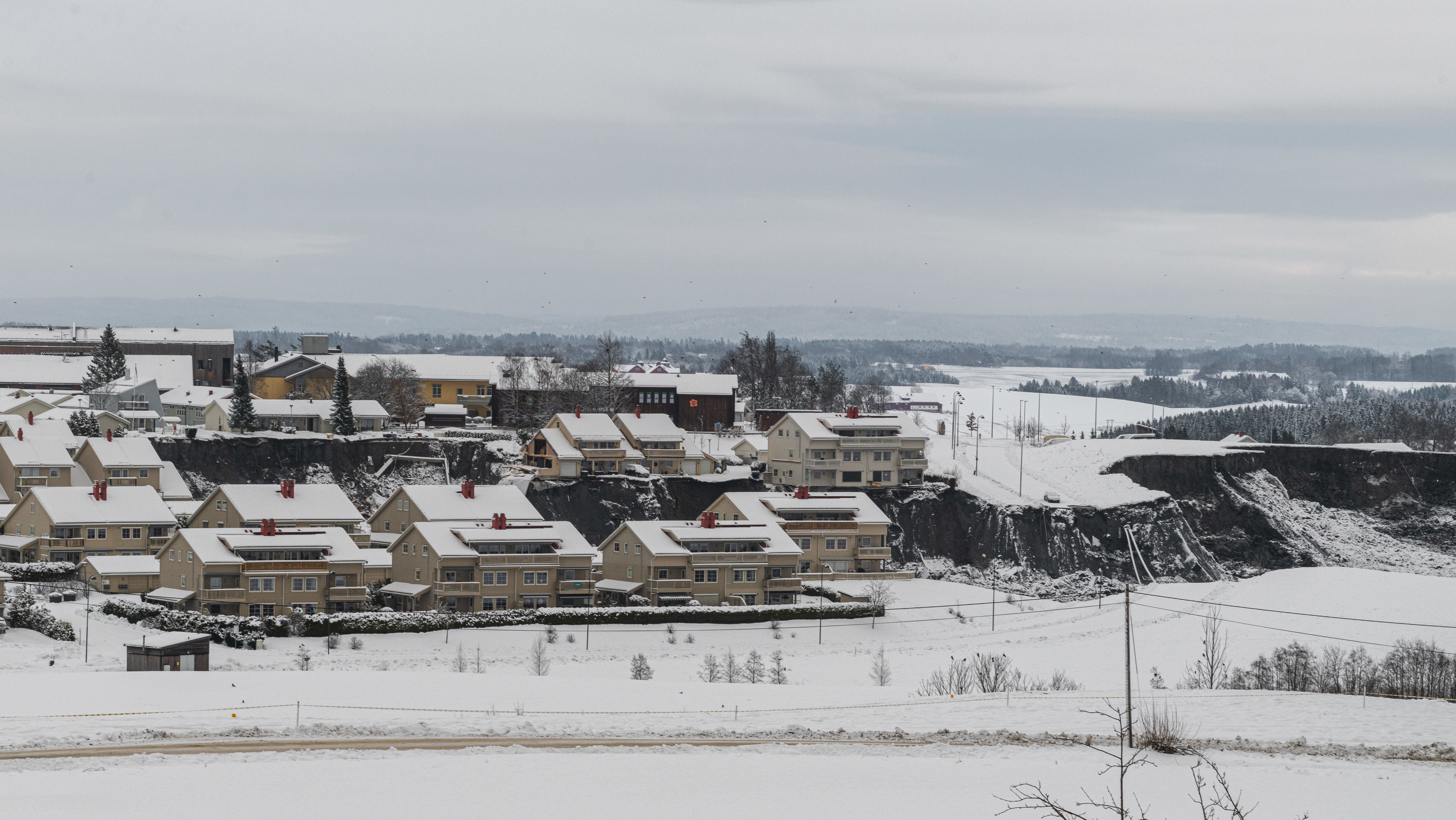
Nystulia i Gjerdrum.

Jordskredet i Gjerdrum 2020 var ett kvicklerskred i Gjerdrums kommun i sydöstra Norge som inträffade den 30 december 2020. Polisen larmades runt klockan 04.00 på morgonen den 30 december om att ett jordskred inträffat i centrala Ask i Gjerdrums kommun i Romerike i dåvarande Viken fylke. Skredet gick delvis genom ett bostadsområde och initialt rasade nio hus på grund av skredet, varav vissa hade flera lägenheter (totalt 31 bostäder). Skredet gick väster om fylkesväg 120 och initialt rasade ett område på omkring 300 gånger 700 meter. Det fortsatte att rasa i skredområdet under dagen och runt kl. 23.00 på kvällen hade cirka 900 personer evakuerats. Tio personer rapporterades som ej lokaliserade (saknade) efter skredet och konstaterades senare ha omkommit i skredet.
Norges statsminister Erna Solberg och justitie- och beredskapsminister Monica Mæland besökte Gjerdrum på olycksdagen. Den norska vatten- och energimyndigheten kom samma dag för att undersöka markförhållanden och skredområdet. Den 3 januari besökte kung Harald, drottning Sonja och kronprins Haakon Gjerdrum med anledning av händelsen.
År 2021 bodde fler än 110 000 människor i kvicklereområden i Norge och antalet ökade med 20 000 personer under 2020.

## Återfunna saknade
Den 1 januari 2021 hittade man en av de saknade död i rasmassorna. Fler än 1 000 personer hade på nyårsdagen evakuerats. Tre andra saknade återfanns döda 2 januari. Omkring kl. 06.00 på morgonen 3 januari återfanns en femte person död. Senare samma dag bekräftades att en sjätte och en sjunde person återfunnits döda. Den 9 februari återfanns ytterligare två av de saknade. Den 22 mars hittades den sista saknade omkommen.

### Lista över omkomna[16]
De saknades namn offentliggjordes 1 januari i samråd med anhöriga.
| Namn                               | Ålder | Återfunnen | Bekräftad död |
| ---------------------------------- | ----- | ---------- | ------------- |
| Eirik Grønolen                     | 31    | 1 januari  | Ja            |
| Lisbeth Neraas                     | 54    | 2 januari  | Ja            |
| Marius Brustad                     | 29    | 3 januari  | Ja            |
| Bjørn-Ivar Grymyr Jansen           | 40    | 2 januari  | Ja            |
| Charlot Grymyr Jansen              | 31    | 3 januari  | Ja            |
| Isak Grymyr Jansen                 | 0     | 3 januari  | Ja            |
| Alma Grymyr Jansen                 | 2     | 2 januari  | Ja            |
| Irene Ruud Gundersen               | 69    | 3 januari  | Ja            |
| Rasa Lasinskiene                   | 49    | 22 mars    | Ja            |
| Ann-Mari Olsen-Næristorp           | 50    | 9 februari | Ja            |
| Victoria Emilie Næristorp-Sørengen | 13    | 9 februari | Ja            |